# Psephenops argentinensis
Psephenops argentinensis là một loài bọ cánh cứng trong họ Psephenidae. Loài này được Delève miêu tả khoa học đầu tiên năm 1967.